# Ruinele cetății Károlyi din Ardud
Ruinele cetății Károlyi este un ansamblu de monumente istorice aflat pe teritoriul orașului Ardud. În Repertoriul Arheologic Național, monumentul apare cu codul 136857.02.01.
În capela castelului a avut loc în data de 8 septembrie 1847 cununia poetului Sándor Petőfi cu Júlia Szendrey.

## Galerie

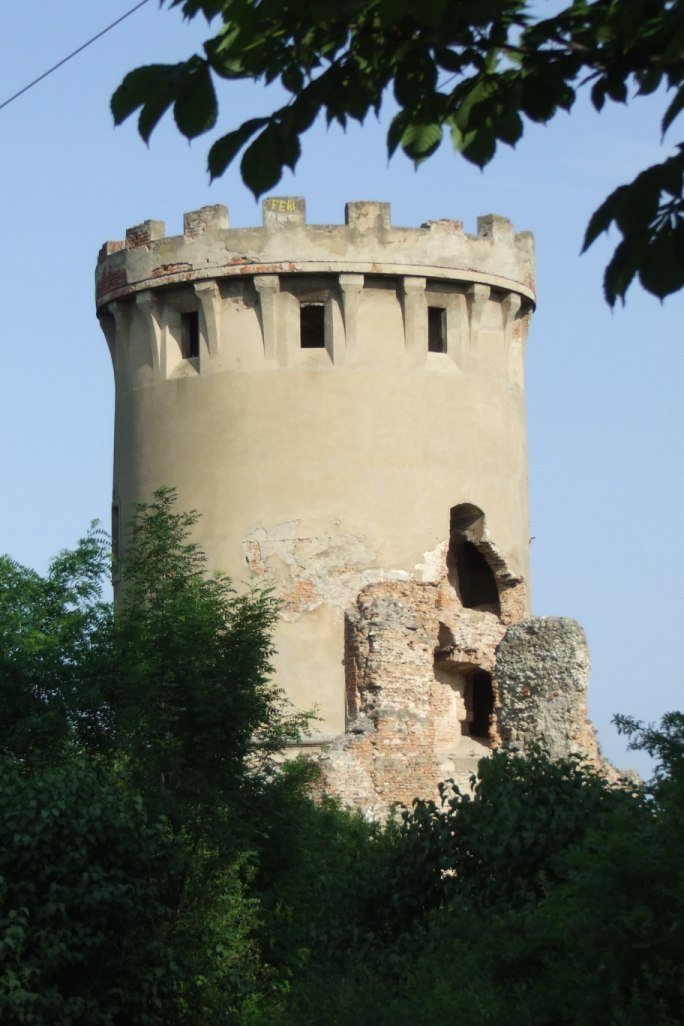
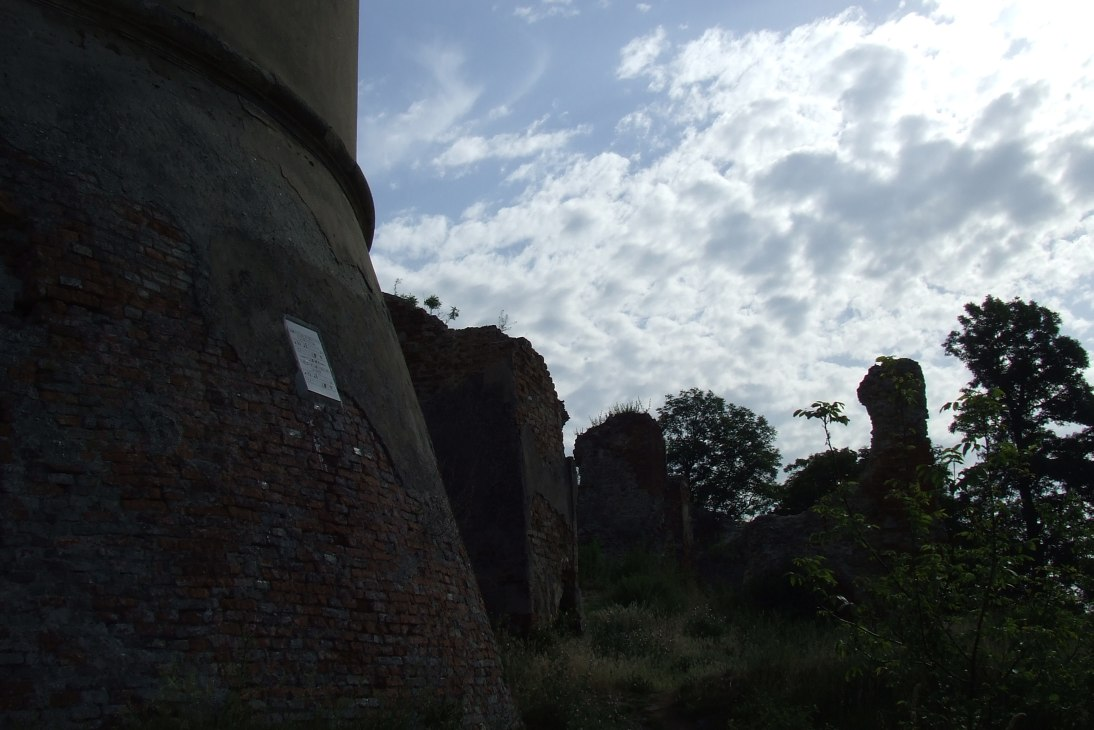
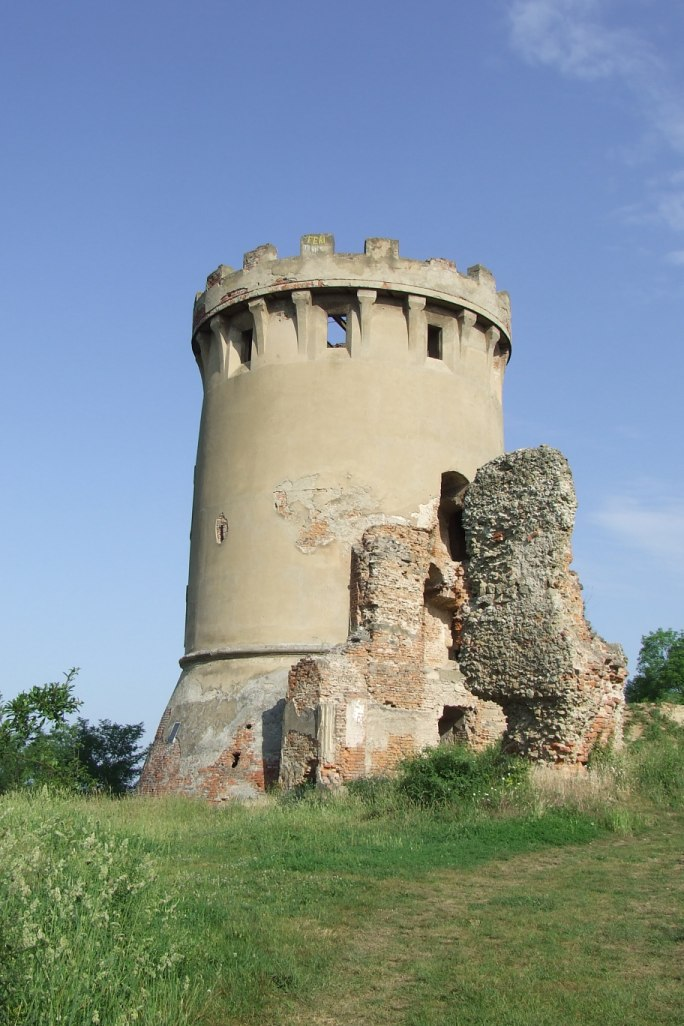
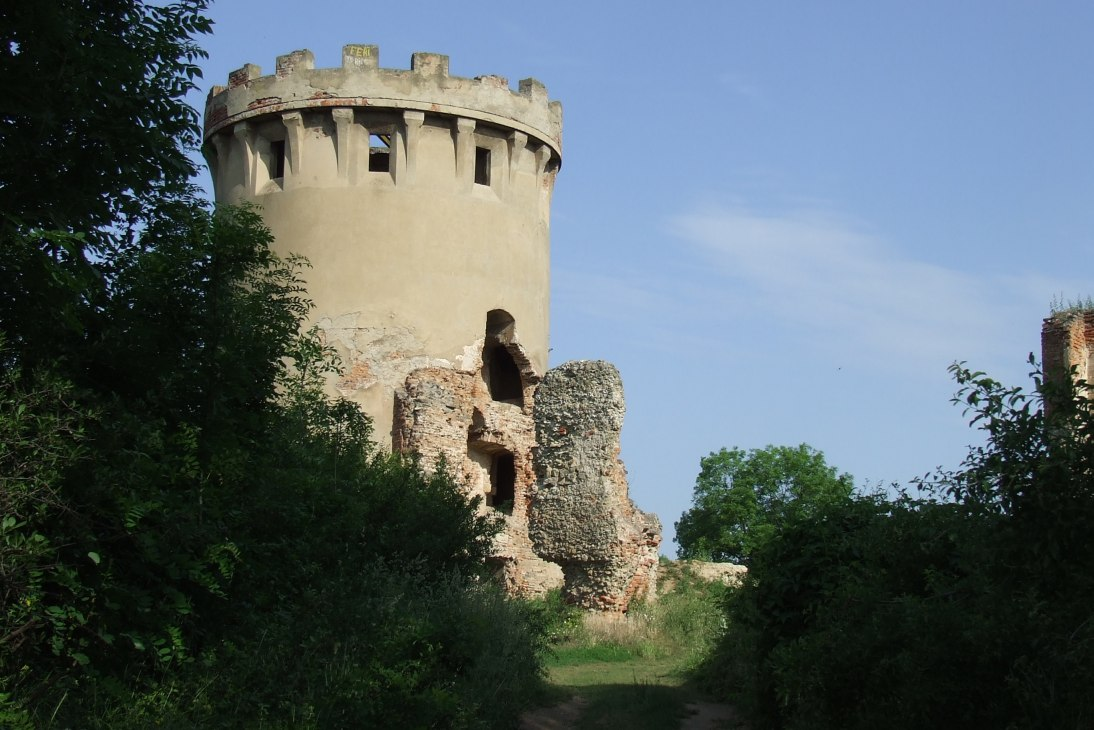
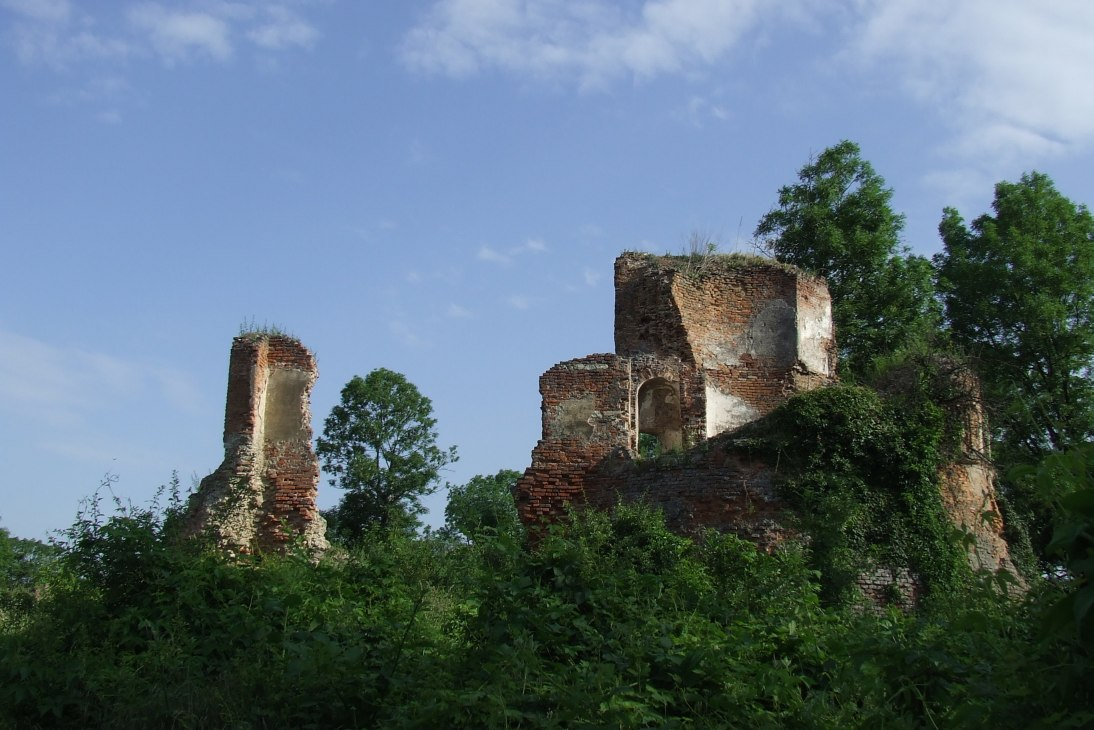
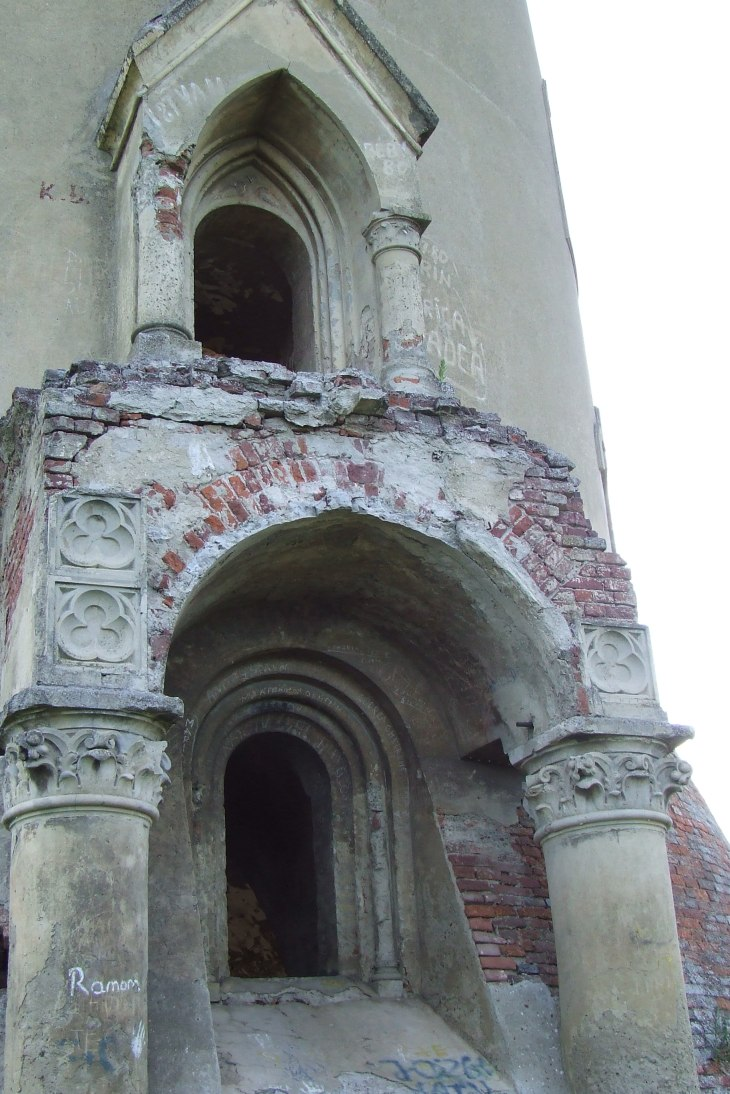
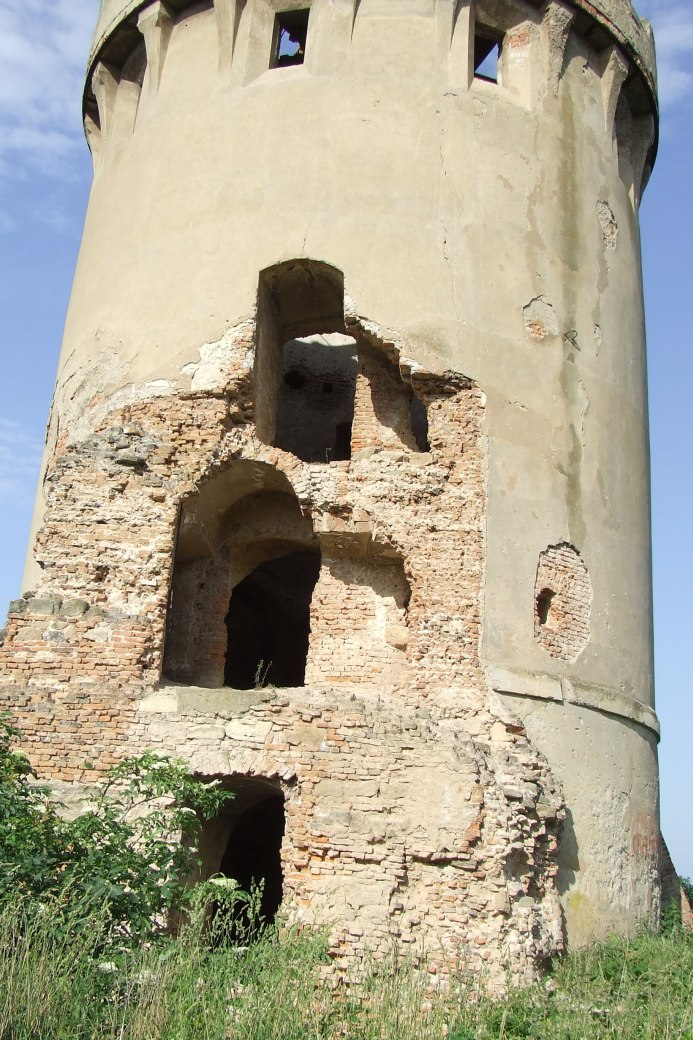
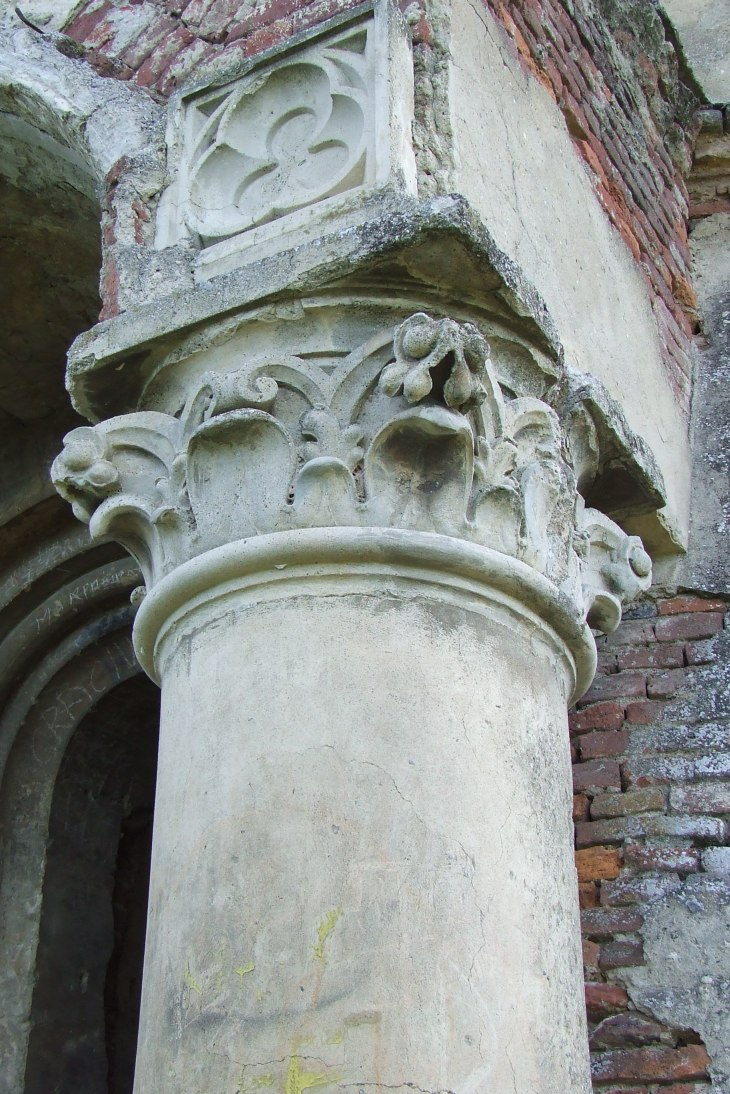
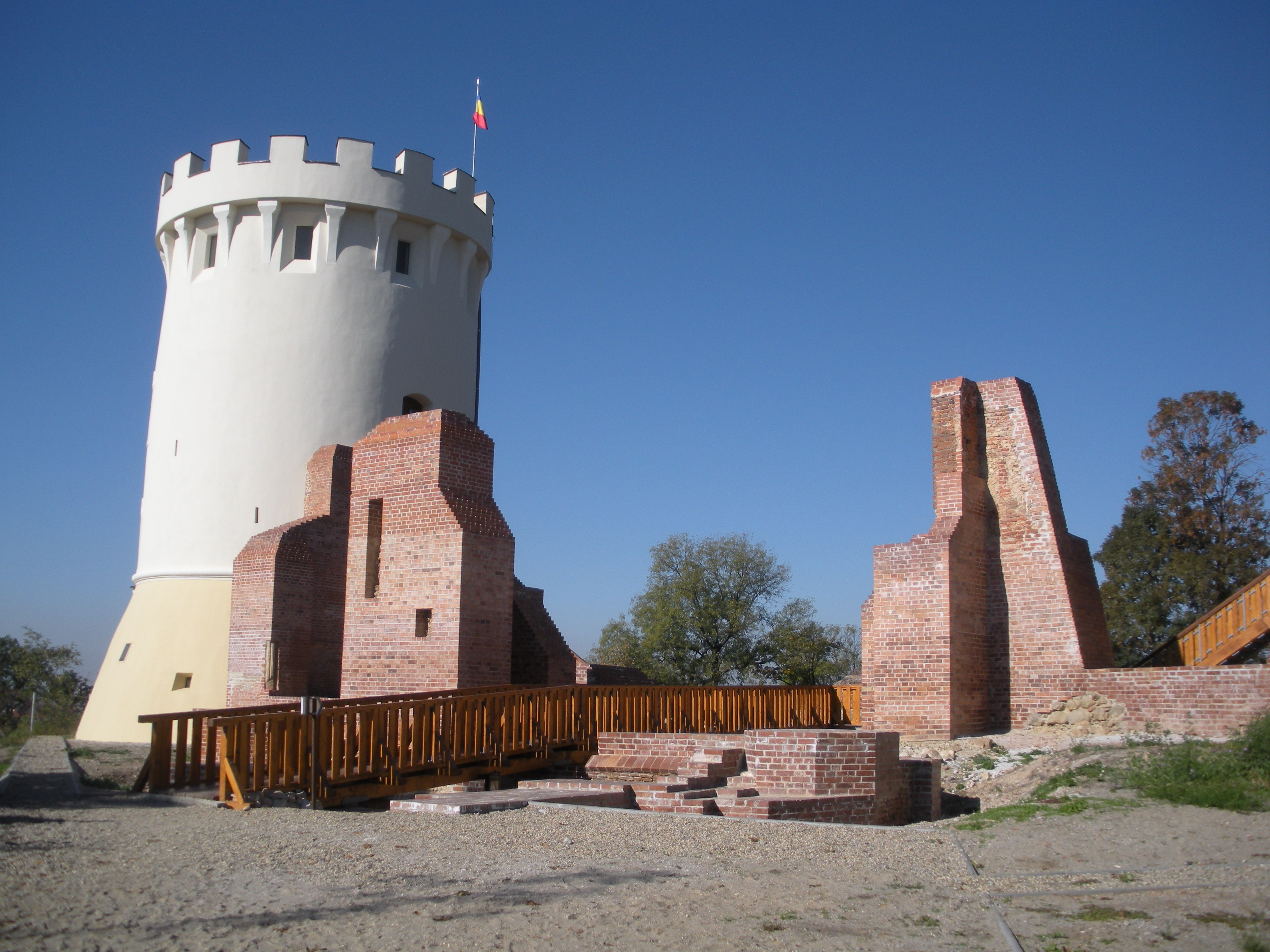